# 男澤智治
男澤 智治（おざわ ともはる、1963年2月 - ）は日本の経済学者。
九州国際大学現代ビジネス学部教授。専門は流通経済論、国際物流論、港湾経済。熊本県出身。

## 経歴
- 日本大学理工学部交通土木工学科卒業
- 日本大学大学院理工学研究科交通土木工学科博士前期課程修了
- (株)日通総合研究所・研究員
- 2000年中村学園大学講師を経て、2004年九州国際大学国際関係学部准教授に就任後現職[2]
- 以後国際関係部長就任後 2017年より現代ビジネス学部教授。

## 研究
日韓中、東アジアにおける港湾物流、港湾経営に関する研究。
港湾運営とその物流関係を通しての周辺的経済論で知られる。

## 著書
- 『現代の物流』　共著（成山堂書店、1994年）
- 『データで知る流通の科学』　共著（成山堂書店、2000年）
- 『国際物流と港湾』　共著（パールロード、2004年）
- 『中日経済問題学術検討会論文集』　共著（青島出版社、2006年）
- 『港湾ロジスティクス論』　　(晃洋書房、2017年)
- 『東アジアの港湾と貿易』 合田浩之 共編著 (成山堂書店、2024年)

## 学会
- アジア共生学会正会員、事務局長
- 日本港湾経済学会正会員、理事・九州部会長
- 日本物流学会正会員、理事・九州支部長

## 外部活動
- 平成21年度技能研修高度化委員会関門港ワーキングチーム委員
- 九州グリーン物流パートナーシップ推進協議会プロジェクト推進部会長
- 北九州港長期構想検討委員会委員
- 北九州市戸畑図書館アジア理解講座講師